# Kabupaten de Belu
Le kabupaten de Belu, en indonésien Kabupaten Belu, est un kabupaten de la province de Nusa Tenggara oriental en Indonésie. Son chef-lieu est Atambua.

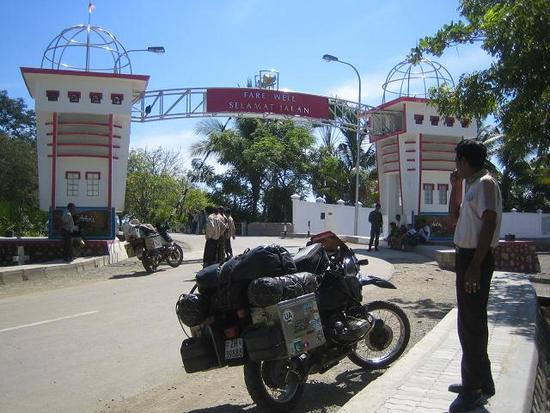
Poste frontière avec le Timor oriental

## Géographie
Il est composé d'une partie de l'île de Timor.

## Divisions administratives
Il est divisé en 24 kecamatans :
- Malaka Barat
- Rinhat
- Wewiku
- Weliman
- Malaka Tengah
- Sasita Mean
- Botin Leobele
- Io Kufeu
- Malaka Timur
- Laen Manen
- Raimanuk
- Kobalima
- Kobalima Timur
- Tasifeto Barat
- Kakuluk Mesak
- Nanaet Dubesi
- Atambua
- Atambua Barat
- Atambua Selatan
- Tasifeto Timur
- Raihat
- Lasiolat
- Lamaknen
- Lamaknen Selatan